# Hadjatj
Hadjatj (ukrainsk: Га́дяч, ukrainsk udtale: [ˈɦɑdʲɐt͡ʃ]; russisk: Гáдяч}, polsk: Hadziacz), undertiden stavet Hadyach', Gadyach', Gadiach, Haditch, eller Hadziacz, er en by af regional betydning i Poltava oblast (provins) i den central-østlige del af Ukraine. Byen ligger ved floden Psel og er administrativt centrum i Hadjatsk rajon (distrikt), selvom den administrativt set ikke hører til rajonen.
Byen har 23.172 (2021) indbyggere.

## Historie
Hadjatj fik stadsrettigheder i 1634. Den var en by i Kyiv Voivodeskab, Kosak Hetmanat og Poltava Governorate.
I perioder af Kosak Hetmanatet var Hadjatj en residens for Ukrainsk Hetman Ivan Briukhovetsky, hvis valg så deling af hetmanatet langs Dnepr-floden.
Hadjatj er et af de vigtigste steder for chassidiske jøder, der besøger Ukraine, på grund af den gamle kirkegård, der ligger ved floden der løber gennem byen, hvor Shneur Zalman af Liadi er begravet.

## Galleri
- Velkomstsskilt ved byen
- Floden Psel i Hadjatj
- Indgangen til Shneur Zalman of Liadis 'Ohel' hvor han er begravet i Hadjatj
- Dormition-katedralen og klokketårnet i Hadjatj (den Ukrainsk-ortodokse kirke)
- Koncerthal